# Joachim Masannek

Joachim Masannek, 2022

Joachim Masannek (* 1. September 1960 in Bockum-Hövel) ist ein deutscher Kinderbuchautor, Regisseur und Drehbuchautor. Er ist vor allem bekannt durch die Buchreihe Die Wilden Fußballkerle und deren sechs Verfilmungen.

## Leben
Nach seinem Philosophiestudium studierte Joachim Masannek an der Hochschule für Fernsehen und Film München im Fachbereich Regie und arbeitete als Kameramann, Ausstatter und Drehbuchautor für Film-, TV- und Studioproduktionen. Mit seinem Bestseller Die Wilden Fußballkerle schrieb er seine bis heute erfolgreichste Kinderbuch-Reihe (13 Bände), die sich über 15 Millionen Mal im deutschsprachigen Raum und weltweit mehr als fünf Millionen Mal in 29 Ländern verkaufte. Er selbst hat den Inhalt der Bücher als Regisseur mit Uwe Ochsenknecht und dessen Söhnen Wilson Gonzalez und Jimi Blue in den Hauptrollen in fünf Filmen umgesetzt. 2016 erschien, wieder unter Regie und Drehbuch von Masannek, ein sechster Teil, diesmal jedoch mit neuen Schauspielern. Insgesamt haben sich über zehn Millionen Zuschauer Die Wilden Kerle Filme in Deutschland, Österreich und der Schweiz angesehen.
Neben den „Wilde Kerle“-Bänden veröffentlichten Joachim Masannek und Jan Birck noch zahlreiche andere Publikationen, die sich mit den Wilden Kerlen beschäftigen. Dazu gehören zum Beispiel Anleitungen zum Fußballspielen, ein Zitatebuch mit Schimpfwörtern, Posterbücher, Bücher zu den Filmen, Kalender und andere Veröffentlichungen.
Neben seinen Wilde Kerle-Büchern veröffentlichte Masannek in den Jahren 2009 bis 2014 drei weitere Kinder- und Jugendbuchreihen.  Ab 2020 produzierte Masannek einen Podcast in dem er Cast und Crew aus den sechs Filmen einlädt und die Geschichte und Wahrheit hinter den Wilden Kerlen erzählt.
Masannek ist vierfacher Vater und lebt seit 2017 mit seinen beiden jüngeren Kindern in Berlin. Seine beiden mittlerweile erwachsenen Söhne Marlon Wessel und Leon Wessel-Masannek haben in den Wilde Kerle-Filmen die Rollen Maxi und Markus gespielt.

## Bücher

### Die Wilden Fußballkerle / Die Wilden Kerle
- Band 1: Die Wilden Kerle – Leon der Slalomdribbler, 360 Grad Verlag 2020, ISBN 978-3-96185-781-4
- Band 2: Die Wilden Kerle – Felix der Wirbelwind, 360 Grad Verlag 2020, ISBN 978-3-96185-782-1
- Band 3: Die Wilden Kerle – Vanessa die Unerschrockene, 360 Grad Verlag 2020, ISBN 978-3-96185-783-8
- Band 4: Die Wilden Kerle – Juli, die Viererkette, 360 Grad Verlag 2020,  ISBN 978-3-96185-784-5
- Band 5: Die Wilden Kerle – Deniz, die Lokomotive, 360 Grad Verlag 2020, ISBN 978-3-96185-785-2
- Band 6: Die Wilden Kerle – Raban, der Held, 360 Grad Verlag 2021, ISBN 978-3-96185-786-9
- Band 7: Die Wilden Kerle – Maxi „Tippkick“ Maximilian, 360 Grad Verlag 2021, ISBN 978-3-96185-787-6
- Band 8: Die Wilden Kerle – Fabi, der Held, 360 Grad Verlag 2022, ISBN 978-3-96185-785-2
- Sonderband Die Wilden Kerle –  5 ¾ - Juli und der Geheime Joker, 360 Grad Verlag 2021, ISBN 978-3-96185-795-1
- Sonderband Die Wilden Kerle – Vanessa 2, Ohne Mädchen keine Kerle, 360 Grad Verlag 2023, ISBN 978-3-96185-796-8

### Die Wilden Kerle 2.0
- 2.01 Donnerschlag, Baumhaus Verlag 2012, ISBN 978-3-8339-0082-2
- 2.02 Der flüsternde Riese, Baumhaus Verlag 2013, ISBN 978-3-8339-0190-4

### Für Immer Wild
- Marlon – Wenn Träume erwachsen werden, Verlag 360 Grad, Leimen 2024, ISBN 978-3-96185-798-2 (Wilde Kerle Roman für Erwachsene)[5]

### Wildernacht
- Wildernacht – 1. Tagebuch, Egmont Verlagsgesellschaft 2009, ISBN 978-3-505-12663-5
- Wildernacht – 2. Tagebuch, Egmont Verlagsgesellschaft 2009, ISBN 978-3-505-12664-2
- Wildernacht – 3. Tagebuch, SchneiderBuch 2010, ISBN 978-3-505-12699-4
- Wildernacht – 4. Tagebuch
- Wildernacht – 5. Tagebuch
- Wildernacht – 6. Tagebuch
- Wildernacht – Der Roman, Egmont Verlagsgesellschaft 2009, ISBN 978-3-505-12597-3

### Honky Tonk Pirates
- Honky Tonk Pirates 1: Das verheißene Land, cbj 2010, ISBN 978-3-570-15265-2
- Honky Tonk Pirates 2: Das vergessene Volk, cbj 2010, ISBN 978-3-570-15266-9
- Honky Tonk Pirates 3: Zurück in der Hölle, cbj 2011, ISBN 978-3-570-15276-8
- Honky Tonk Pirates 4: Es kann nur einen geben, cbj 2011, ISBN 978-3-570-15277-5
- Honky Tonk Pirates 5: Das Herz der Ozeane, cbj 2012, ISBN 978-3-570-15278-2
- Honky Tonk Pirates 6: Der letzte Horizont, cbj 2013, ISBN 978-3-570-15279-9

### V8
- Band 1: V8 – Komm, wenn du dich traust!, Baumhaus Verlag 2013, ISBN 978-3-8339-0239-0
- Band 2: V8 – Du willst der Beste sein!, Baumhaus Verlag 2013, ISBN 978-3-8339-0240-6
- Band 3: V8 – Zeig, wer du bist!, Baumhaus Verlag 2014, ISBN 978-3-8339-0240-6
- Band 4: V8 – Du musst dich entscheiden!, Baumhaus Verlag 2014, ISBN 978-3-8339-0302-1

## Filmografie (Auswahl)

### Kino
- 2003: Die Wilden Kerle | Regie und Drehbuch | SAM Film
- 2005: Die Wilden Kerle 2 | Regie und Drehbuch | SAM Film
- 2006: Die Wilden Kerle 3 | Regie und Drehbuch | SAM Film
- 2007: Die Wilden Kerle 4 | Regie und Drehbuch | SAM Film
- 2008: Die Wilden Kerle 5 | Regie und Drehbuch | SAM Film
- 2013: V8 – Du willst der Beste sein | Regie und Drehbuch | Rat Pack Film
- 2015: V8 – Die Rache der Nitros | Regie und Drehbuch | Rat Pack Film
- 2016: Die wilden Kerle – Die Legende lebt | Regie und Drehbuch | SAM Film
- 2018: Liliane Susewind – Ein tierisches Abenteuer | Regie | Dreamtool Entertainment

### Fernsehen
- 1987: In Liebe, Catherine | Kurzspielfilm | Regie und Drehbuch | RTL
- 1988: Der Pampelmusenmond | Kurzspielfilm | Regie | ZDF
- 1992: Ein unvergessliches Wochenende auf Capri | Drehbuch | ZDF
- 1993: Der Gletscherclan | Drehbuch | ProSieben
- 1996: Tatort - Schattenwelt | Drehbuch | BR